# Eleições europeias de 2024 no distrito de Aveiro
| Eleições parlamentares europeias de 2024 Distritos: Aveiro \| Beja \| Braga \| Bragança \| Castelo Branco \| Coimbra \| Évora \| Faro \| Guarda \| Leiria \| Lisboa \| Portalegre \| Porto \| Santarém \| Setúbal \| Viana do Castelo \| Vila Real \| Viseu \| Açores \| Madeira \| Estrangeiro |

## Resultados no distrito de Aveiro
| Partido                 | Partido                                  | Votos   | %               | +/-  |
| ----------------------- | ---------------------------------------- | ------- | --------------- | ---- |
|                         | Aliança Democrática (PPD/PSD-CDS-PP-PPM) | 93 896  | 36,97 / 100,00  | 1,39 |
|                         | Partido Socialista                       | 79 680  | 31,37 / 100,00  | 0,17 |
|                         | Iniciativa Liberal                       | 22 542  | 8,87 / 100,00   | 8,12 |
|                         | CHEGA                                    | 21 011  | 8,27 / 100,00   | -    |
|                         | Bloco de Esquerda                        | 9 372   | 3,69 / 100,00   | 5,72 |
|                         | LIVRE                                    | 7 357   | 2,90 / 100,00   | 1,52 |
|                         | Coligação Democrática Unitária (PCP-PEV) | 4 819   | 1,90 / 100,00   | 1,20 |
|                         | Alternativa Democrática Nacional         | 4 208   | 1,66 / 100,00   | 1,10 |
|                         | Pessoas–Animais–Natureza                 | 2 699   | 1,06 / 100,00   | 3,32 |
|                         | Outros (com menos de 1,00%)              | 2 786   | 1,10 / 100,00   |      |
| Votos Inválidos         | Votos Inválidos                          | 5 642   | 2,22 / 100,00   | 6,22 |
| Total                   | Total                                    | 254 012 | 100,00 / 100,00 |      |
| Eleitorado/Participação | Eleitorado/Participação                  | 641 779 | 39,58 / 100,00  | 5,77 |

## Resultados por concelho
Os resultados nos concelhos do Distrito de Aveiro foram os seguintes:

### Águeda
| Partido                 | Partido                                  | Votos  | %               | +/-  |
| ----------------------- | ---------------------------------------- | ------ | --------------- | ---- |
|                         | Aliança Democrática (PPD/PSD-CDS-PP-PPM) | 5 873  | 38,95 / 100,00  | 3,33 |
|                         | Partido Socialista                       | 4 839  | 32,09 / 100,00  | 0,49 |
|                         | CHEGA                                    | 1 345  | 8,92 / 100,00   | -    |
|                         | Iniciativa Liberal                       | 1 184  | 7,85 / 100,00   | 7,22 |
|                         | Bloco de Esquerda                        | 435    | 2,88 / 100,00   | 5,96 |
|                         | LIVRE                                    | 293    | 1,94 / 100,00   | 0,86 |
|                         | Alternativa Democrática Nacional         | 258    | 1,71 / 100,00   | 1,22 |
|                         | Coligação Democrática Unitária (PCP-PEV) | 255    | 1,69 / 100,00   | 1,51 |
|                         | Outros (com menos de 1,00%)              | 253    | 1,68 / 100,00   |      |
| Votos Inválidos         | Votos Inválidos                          | 344    | 2,48 / 100,00   | 7,22 |
| Total                   | Total                                    | 15 079 | 100,00 / 100,00 |      |
| Eleitorado/Participação | Eleitorado/Participação                  | 41 830 | 36,05 / 100,00  | 5,51 |

| Freguesia                                        | %     | %     | %     | %    | %    | %    | %    | %    | Votantes |
| Freguesia                                        | AD    | PS    | CH    | IL   | BE   | L    | ADN  | CDU  | Votantes |
| ------------------------------------------------ | ----- | ----- | ----- | ---- | ---- | ---- | ---- | ---- | -------- |
| Freguesia                                        |       |       |       |      |      |      |      |      | Votantes |
| Aguada de Cima                                   | 40,74 | 29,72 | 10,48 | 8,58 | 3,25 | 1,26 | 1,45 | 0,81 | 1 107    |
| Águeda e Borralha                                | 36,57 | 34,12 | 8,04  | 9,07 | 2,89 | 2,19 | 1,34 | 1,93 | 4 255    |
| Barrô e Aguada de Baixo                          | 43,49 | 30,87 | 9,13  | 6,56 | 2,46 | 1,54 | 1,95 | 0,51 | 975      |
| Belazaima do Chão, Castanheira do Vouga e Agadão | 44,37 | 29,42 | 10,61 | 4,18 | 1,77 | 1,77 | 1,45 | 0,80 | 622      |
| Fermentelos                                      | 56,03 | 15,03 | 8,92  | 8,57 | 2,71 | 2,27 | 2,71 | 0,79 | 1 144    |
| Macinhata do Vouga                               | 35,28 | 36,93 | 9,70  | 5,29 | 3,09 | 1,65 | 2,21 | 1,98 | 907      |
| Préstimo e Macieira de Alcoba                    | 45,21 | 29,79 | 7,53  | 5,48 | 3,42 | 0,68 | 2,74 | 1,37 | 292      |
| Recardães e Espinhel                             | 35,26 | 34,96 | 9,42  | 8,96 | 2,92 | 1,41 | 1,61 | 1,61 | 1 985    |
| Travassô e Óis da Ribeira                        | 36,39 | 33,13 | 8,07  | 6,87 | 4,46 | 3,01 | 1,81 | 1,20 | 830      |
| Trofa, Segadães e Lamas do Vouga                 | 35,98 | 33,69 | 8,05  | 8,17 | 2,70 | 2,52 | 1,56 | 3,24 | 1 665    |
| Valongo do Vouga                                 | 36,39 | 34,70 | 10,18 | 6,63 | 2,47 | 1,70 | 1,93 | 2,08 | 1 297    |
| Águeda                                           | 38,95 | 32,09 | 8,92  | 7,85 | 2,88 | 1,94 | 1,71 | 1,69 | 15 079   |

### Albergaria-a-Velha
| Partido                 | Partido                                  | Votos  | %               | +/-  |
| ----------------------- | ---------------------------------------- | ------ | --------------- | ---- |
|                         | Aliança Democrática (PPD/PSD-CDS-PP-PPM) | 3 393  | 40,62 / 100,00  | 2,44 |
|                         | Partido Socialista                       | 2 412  | 28,87 / 100,00  | 2,34 |
|                         | CHEGA                                    | 798    | 9,55 / 100,00   | -    |
|                         | Iniciativa Liberal                       | 648    | 7,76 / 100,00   | 7,25 |
|                         | Bloco de Esquerda                        | 253    | 3,03 / 100,00   | 5,00 |
|                         | LIVRE                                    | 186    | 2,23 / 100,00   | 1,02 |
|                         | Alternativa Democrática Nacional         | 142    | 1,70 / 100,00   | 1,14 |
|                         | Coligação Democrática Unitária (PCP-PEV) | 129    | 1,54 / 100,00   | 0,68 |
|                         | Pessoas–Animais–Natureza                 | 94     | 1,13 / 100,00   | 2,99 |
|                         | Outros (com menos de 1,00%)              | 91     | 1,09 / 100,00   |      |
| Votos Inválidos         | Votos Inválidos                          | 208    | 2,49 / 100,00   | 5,83 |
| Total                   | Total                                    | 8 354  | 100,00 / 100,00 |      |
| Eleitorado/Participação | Eleitorado/Participação                  | 22 421 | 37,26 / 100,00  | 5,81 |

| Freguesia                     | %     | %     | %     | %     | %    | %    | %    | %    | %    | Votantes |
| Freguesia                     | AD    | PS    | CH    | IL    | BE   | L    | ADN  | CDU  | PAN  | Votantes |
| ----------------------------- | ----- | ----- | ----- | ----- | ---- | ---- | ---- | ---- | ---- | -------- |
| Freguesia                     |       |       |       |       |      |      |      |      |      | Votantes |
| Albergaria-a-Velha e Valmaior | 39,12 | 28,08 | 9,14  | 10,12 | 3,58 | 2,50 | 1,38 | 1,68 | 1,11 | 3 686    |
| Alquerubim                    | 40,64 | 31,87 | 9,06  | 4,97  | 3,22 | 1,61 | 2,49 | 0,58 | 1,61 | 684      |
| Angeja                        | 32,97 | 35,15 | 9,80  | 5,13  | 3,58 | 2,64 | 2,18 | 3,11 | 1,09 | 643      |
| Branca                        | 43,40 | 28,59 | 9,98  | 6,55  | 2,09 | 2,04 | 1,88 | 1,23 | 0,91 | 1 864    |
| Ribeira de Fráguas            | 45,99 | 27,55 | 9,49  | 4,74  | 2,01 | 2,19 | 1,82 | 1,64 | 0,73 | 548      |
| São João de Loure e Frossos   | 43,06 | 26,80 | 10,55 | 6,46  | 2,80 | 1,72 | 1,61 | 1,18 | 1,51 | 929      |
| Albergaria-a-Velha            | 40,62 | 28,87 | 9,55  | 7,76  | 3,03 | 2,23 | 1,70 | 1,54 | 1,13 | 8 354    |

### Anadia
| Partido                 | Partido                                  | Votos  | %               | +/-  |
| ----------------------- | ---------------------------------------- | ------ | --------------- | ---- |
|                         | Aliança Democrática (PPD/PSD-CDS-PP-PPM) | 4 205  | 43,90 / 100,00  | 1,76 |
|                         | Partido Socialista                       | 2 566  | 26,79 / 100,00  | 1,04 |
|                         | CHEGA                                    | 816    | 8,52 / 100,00   | -    |
|                         | Iniciativa Liberal                       | 749    | 7,82 / 100,00   | 7,14 |
|                         | Bloco de Esquerda                        | 255    | 2,66 / 100,00   | 5,12 |
|                         | Alternativa Democrática Nacional         | 204    | 2,13 / 100,00   | 1,54 |
|                         | LIVRE                                    | 191    | 1,99 / 100,00   | 0,90 |
|                         | Coligação Democrática Unitária (PCP-PEV) | 152    | 1,59 / 100,00   | 1,03 |
|                         | Outros (com menos de 1,00%)              | 188    | 1,98 / 100,00   |      |
| Votos Inválidos         | Votos Inválidos                          | 252    | 2,63 / 100,00   | 7,77 |
| Total                   | Total                                    | 9 578  | 100,00 / 100,00 |      |
| Eleitorado/Participação | Eleitorado/Participação                  | 25 537 | 37,51 / 100,00  | 6,51 |

| Freguesia                                      | %     | %     | %    | %     | %    | %    | %    | %    | Votantes |
| Freguesia                                      | AD    | PS    | CH   | IL    | BE   | ADN  | L    | CDU  | Votantes |
| ---------------------------------------------- | ----- | ----- | ---- | ----- | ---- | ---- | ---- | ---- | -------- |
| Freguesia                                      |       |       |      |       |      |      |      |      | Votantes |
| Amoreira da Gândara, Paredes do Bairro e Ancas | 49,49 | 23,17 | 9,65 | 5,49  | 1,73 | 2,44 | 1,93 | 1,02 | 984      |
| Arcos e Mogofores                              | 36,97 | 29,13 | 7,94 | 11,23 | 3,74 | 1,31 | 2,89 | 2,43 | 2 218    |
| Avelãs de Caminho                              | 42,35 | 30,60 | 9,02 | 7,10  | 1,37 | 1,09 | 1,09 | 1,91 | 366      |
| Avelãs de Cima                                 | 55,30 | 19,38 | 9,62 | 5,80  | 2,12 | 1,27 | 0,99 | 0,71 | 707      |
| Moita                                          | 43,21 | 27,02 | 7,96 | 7,44  | 3,52 | 2,74 | 2,22 | 2,22 | 766      |
| Sangalhos                                      | 44,37 | 23,61 | 9,67 | 8,80  | 3,09 | 2,22 | 1,58 | 1,82 | 1 262    |
| São Lourenço do Bairro                         | 42,97 | 27,99 | 9,99 | 5,65  | 1,84 | 2,89 | 1,97 | 0,79 | 761      |
| Tamengos, Aguim e Óis do Bairro                | 41,65 | 34,55 | 5,89 | 6,41  | 2,42 | 1,99 | 1,82 | 1,13 | 1 155    |
| Vila Nova de Monsarros                         | 35,31 | 37,53 | 8,64 | 6,42  | 1,48 | 3,21 | 2,22 | 0,99 | 405      |
| Vilarinho do Bairro                            | 53,46 | 18,24 | 8,60 | 7,13  | 2,20 | 3,25 | 1,57 | 1,36 | 954      |
| Anadia                                         | 43,90 | 26,79 | 8,52 | 7,82  | 2,66 | 2,13 | 1,99 | 1,59 | 9 578    |

### Arouca
| Partido                 | Partido                                  | Votos  | %               | +/-   |
| ----------------------- | ---------------------------------------- | ------ | --------------- | ----- |
|                         | Aliança Democrática (PPD/PSD-CDS-PP-PPM) | 3 839  | 45,35 / 100,00  | 0,93  |
|                         | Partido Socialista                       | 2 404  | 28,40 / 100,00  | 0,28  |
|                         | CHEGA                                    | 614    | 7,25 / 100,00   | -     |
|                         | Iniciativa Liberal                       | 583    | 6,89 / 100,00   | 6,07  |
|                         | LIVRE                                    | 206    | 2,43 / 100,00   | 1,58  |
|                         | Bloco de Esquerda                        | 188    | 2,22 / 100,00   | 3,47  |
|                         | Alternativa Democrática Nacional         | 158    | 1,87 / 100,00   | 1,19  |
|                         | Coligação Democrática Unitária (PCP-PEV) | 108    | 1,28 / 100,00   | 0,94  |
|                         | Outros (com menos de 1,00%)              | 185    | 2,19 / 100,00   |       |
| Votos Inválidos         | Votos Inválidos                          | 180    | 2,13 / 100,00   | 5,81  |
| Total                   | Total                                    | 8 465  | 100,00 / 100,00 |       |
| Eleitorado/Participação | Eleitorado/Participação                  | 19 667 | 43,04 / 100,00  | 10,52 |

| Freguesia                       | %     | %     | %     | %    | %    | %    | %    | %    | Votantes |
| Freguesia                       | AD    | PS    | CH    | IL   | L    | BE   | ADN  | CDU  | Votantes |
| ------------------------------- | ----- | ----- | ----- | ---- | ---- | ---- | ---- | ---- | -------- |
| Freguesia                       |       |       |       |      |      |      |      |      | Votantes |
| Alvarenga                       | 46,23 | 29,86 | 7,70  | 5,46 | 2,25 | 2,73 | 1,93 | 1,61 | 623      |
| Arouca e Burgo                  | 40,30 | 30,51 | 6,04  | 8,43 | 3,31 | 3,02 | 1,22 | 2,00 | 2 052    |
| Cabreiros e Albergaria da Serra | 29,41 | 38,24 | 10,78 | 8,82 | 4,90 | 2,94 | 0    | 0,98 | 102      |
| Canelas e Espiunca              | 47,26 | 24,38 | 12,69 | 7,21 | 0,75 | 1,24 | 1,74 | 0,25 | 402      |
| Chave                           | 38,43 | 30,79 | 12,40 | 6,61 | 1,24 | 4,13 | 1,45 | 0,62 | 484      |
| Covelo de Paivó e Janarde       | 43,75 | 30,21 | 10,42 | 5,21 | 2,08 | 1,04 | 3,13 | 0    | 96       |
| Escariz                         | 45,06 | 27,96 | 8,62  | 7,51 | 2,50 | 1,11 | 2,23 | 0,83 | 719      |
| Fermedo                         | 45,81 | 27,45 | 8,91  | 5,35 | 1,43 | 2,14 | 1,60 | 2,50 | 561      |
| Mansores                        | 52,10 | 18,77 | 5,19  | 9,88 | 2,22 | 1,23 | 4,20 | 0,25 | 405      |
| Moldes                          | 44,34 | 32,28 | 5,01  | 5,57 | 2,41 | 2,04 | 2,23 | 1,48 | 539      |
| Rossas                          | 53,82 | 22,91 | 8,19  | 4,84 | 1,12 | 0,93 | 1,30 | 2,42 | 537      |
| Santa Eulália                   | 44,03 | 32,60 | 4,80  | 6,52 | 2,95 | 2,34 | 2,83 | 0,74 | 813      |
| São Miguel do Mato              | 59,72 | 22,75 | 6,64  | 3,79 | 2,37 | 0,47 | 2,37 | 0    | 211      |
| Tropeço                         | 47,08 | 27,08 | 7,69  | 6,46 | 2,15 | 2,15 | 2,77 | 0    | 325      |
| Urrô                            | 54,43 | 25,52 | 3,65  | 5,47 | 2,86 | 2,60 | 0,78 | 0,78 | 384      |
| Várzea                          | 51,89 | 23,58 | 6,60  | 8,49 | 3,30 | 0,94 | 1,42 | 0,47 | 212      |
| Arouca                          | 45,35 | 28,40 | 7,25  | 6,89 | 2,43 | 2,22 | 1,87 | 1,28 | 8 465    |

### Aveiro
| Partido                 | Partido                                  | Votos  | %               | +/-   |
| ----------------------- | ---------------------------------------- | ------ | --------------- | ----- |
|                         | Aliança Democrática (PPD/PSD-CDS-PP-PPM) | 10 470 | 33,94 / 100,00  | 2,64  |
|                         | Partido Socialista                       | 8 548  | 27,71 / 100,00  | 0,79  |
|                         | Iniciativa Liberal                       | 3 626  | 11,75 / 100,00  | 10,77 |
|                         | CHEGA                                    | 2 514  | 8,15 / 100,00   | -     |
|                         | Bloco de Esquerda                        | 1 583  | 5,13 / 100,00   | 7,92  |
|                         | LIVRE                                    | 1 532  | 4,97 / 100,00   | 2,44  |
|                         | Coligação Democrática Unitária (PCP-PEV) | 714    | 2,31 / 100,00   | 1,19  |
|                         | Alternativa Democrática Nacional         | 438    | 1,42 / 100,00   | 0,80  |
|                         | Pessoas–Animais–Natureza                 | 430    | 1,39 / 100,00   | 4,71  |
|                         | Outros (com menos de 1,00%)              | 282    | 0,90 / 100,00   |       |
| Votos Inválidos         | Votos Inválidos                          | 713    | 2,31 / 100,00   | 6,27  |
| Total                   | Total                                    | 30 850 | 100,00 / 100,00 |       |
| Eleitorado/Participação | Eleitorado/Participação                  | 70 174 | 43,96 / 100,00  | 7,38  |

| Freguesia                                 | %     | %     | %     | %     | %    | %    | %    | %    | %    | Votantes |
| Freguesia                                 | AD    | PS    | IL    | CH    | BE   | L    | CDU  | ADN  | PAN  | Votantes |
| ----------------------------------------- | ----- | ----- | ----- | ----- | ---- | ---- | ---- | ---- | ---- | -------- |
| Freguesia                                 |       |       |       |       |      |      |      |      |      | Votantes |
| Aradas                                    | 38,20 | 24,60 | 12,33 | 7,79  | 4,72 | 4,72 | 2,04 | 1,25 | 1,19 | 3 285    |
| Cacia                                     | 29,81 | 35,28 | 8,68  | 9,65  | 5,05 | 2,88 | 2,17 | 1,21 | 1,92 | 2 395    |
| Eixo e Eirol                              | 34,15 | 30,58 | 9,31  | 10,01 | 4,38 | 3,47 | 1,81 | 1,36 | 0,91 | 1 988    |
| Esgueira                                  | 28,53 | 32,38 | 11,53 | 8,98  | 5,32 | 4,85 | 2,75 | 1,09 | 1,33 | 4 945    |
| Glória e Vera Cruz                        | 30,72 | 26,15 | 14,52 | 5,98  | 6,40 | 7,53 | 2,86 | 1,10 | 1,71 | 9 342    |
| Oliveirinha                               | 43,47 | 21,88 | 10,62 | 10,74 | 3,03 | 2,80 | 1,34 | 1,98 | 0,88 | 1 714    |
| Requeixo, Nossa Senhora de Fátima e Nariz | 48,90 | 19,40 | 7,18  | 9,70  | 4,12 | 2,26 | 0,93 | 3,06 | 0,66 | 1 505    |
| Santa Joana                               | 36,18 | 27,56 | 9,93  | 8,95  | 4,39 | 4,00 | 2,36 | 1,87 | 1,57 | 3 051    |
| São Bernardo                              | 38,46 | 26,02 | 12,58 | 7,99  | 4,35 | 3,69 | 1,23 | 1,66 | 1,18 | 2 114    |
| São Jacinto                               | 27,98 | 36,20 | 8,41  | 10,96 | 3,72 | 2,74 | 4,11 | 2,35 | 0,59 | 511      |
| Aveiro                                    | 33,94 | 27,71 | 11,75 | 8,15  | 5,13 | 4,97 | 2,31 | 1,42 | 1,39 | 30 850   |

### Castelo de Paiva
| Partido                 | Partido                                  | Votos  | %               | +/-  |
| ----------------------- | ---------------------------------------- | ------ | --------------- | ---- |
|                         | Partido Socialista                       | 2 034  | 39,09 / 100,00  | 2,55 |
|                         | Aliança Democrática (PPD/PSD-CDS-PP-PPM) | 2 025  | 38,92 / 100,00  | 4,97 |
|                         | CHEGA                                    | 296    | 5,69 / 100,00   | -    |
|                         | Iniciativa Liberal                       | 247    | 4,75 / 100,00   | 4,10 |
|                         | Bloco de Esquerda                        | 144    | 2,77 / 100,00   | 4,47 |
|                         | Alternativa Democrática Nacional         | 76     | 1,46 / 100,00   | 0,94 |
|                         | Coligação Democrática Unitária (PCP-PEV) | 65     | 1,25 / 100,00   | 0,69 |
|                         | LIVRE                                    | 65     | 1,25 / 100,00   | 0,35 |
|                         | Outros (com menos de 1,00%)              | 137    | 2,61 / 100,00   |      |
| Votos Inválidos         | Votos Inválidos                          | 114    | 2,19 / 100,00   | 4,98 |
| Total                   | Total                                    | 5 203  | 100,00 / 100,00 |      |
| Eleitorado/Participação | Eleitorado/Participação                  | 14 010 | 37,14 / 100,00  | 8,66 |

| Freguesia                 | %     | %     | %    | %    | %    | %    | %    | %    | Votantes |
| Freguesia                 | PS    | AD    | CH   | IL   | BE   | ADN  | CDU  | L    | Votantes |
| ------------------------- | ----- | ----- | ---- | ---- | ---- | ---- | ---- | ---- | -------- |
| Freguesia                 |       |       |      |      |      |      |      |      | Votantes |
| Fornos                    | 47,19 | 35,06 | 2,81 | 3,90 | 2,16 | 1,73 | 1,52 | 0,43 | 462      |
| Raiva, Pedorido e Paraíso | 40,99 | 30,42 | 6,64 | 5,64 | 4,67 | 1,68 | 2,04 | 1,24 | 1 371    |
| Real                      | 40,77 | 34,16 | 6,34 | 6,34 | 1,93 | 2,48 | 1,10 | 1,38 | 363      |
| Santa Maria de Sardoura   | 41,66 | 42,19 | 4,14 | 3,20 | 1,87 | 0,93 | 0,67 | 1,47 | 749      |
| São Martinho de Sardoura  | 32,19 | 48,28 | 5,94 | 4,22 | 2,34 | 0,94 | 0,94 | 1,72 | 640      |
| Sobrado e Bairros         | 36,34 | 43,08 | 6,18 | 4,88 | 2,10 | 1,42 | 0,93 | 1,17 | 1 618    |
| Castelo de Paiva          | 39,09 | 38,92 | 5,69 | 4,75 | 2,77 | 1,46 | 1,25 | 1,25 | 5 203    |

### Espinho
| Partido                 | Partido                                  | Votos  | %               | +/-   |
| ----------------------- | ---------------------------------------- | ------ | --------------- | ----- |
|                         | Aliança Democrática (PPD/PSD-CDS-PP-PPM) | 5 014  | 34,18 / 100,00  | 2,58  |
|                         | Partido Socialista                       | 4 817  | 32,84 / 100,00  | 0,78  |
|                         | Iniciativa Liberal                       | 1 389  | 9,47 / 100,00   | 8,49  |
|                         | CHEGA                                    | 1 037  | 7,07 / 100,00   | -     |
|                         | Bloco de Esquerda                        | 547    | 3,73 / 100,00   | 6,09  |
|                         | Coligação Democrática Unitária (PCP-PEV) | 514    | 3,50 / 100,00   | 2,32  |
|                         | LIVRE                                    | 418    | 2,85 / 100,00   | 1,32  |
|                         | Alternativa Democrática Nacional         | 233    | 1,59 / 100,00   | 1,29  |
|                         | Pessoas–Animais–Natureza                 | 189    | 1,29 / 100,00   | 2,99  |
|                         | Outros (com menos de 1,00%)              | 242    | 1,65 / 100,00   |       |
| Votos Inválidos         | Votos Inválidos                          | 268    | 1,83 / 100,00   | 5,07  |
| Total                   | Total                                    | 14 668 | 100,00 / 100,00 |       |
| Eleitorado/Participação | Eleitorado/Participação                  | 29 281 | 50,09 / 100,00  | 10,37 |

| Freguesia     | %     | %     | %     | %    | %    | %    | %    | %    | %    | Votantes |
| Freguesia     | AD    | PS    | IL    | CH   | BE   | CDU  | L    | ADN  | PAN  | Votantes |
| ------------- | ----- | ----- | ----- | ---- | ---- | ---- | ---- | ---- | ---- | -------- |
| Freguesia     |       |       |       |      |      |      |      |      |      | Votantes |
| Anta e Guetim | 34,95 | 34,23 | 8,75  | 7,00 | 4,04 | 2,96 | 2,35 | 1,37 | 1,45 | 5 030    |
| Espinho       | 39,65 | 26,92 | 11,25 | 5,78 | 3,62 | 3,71 | 3,64 | 1,50 | 1,41 | 5 937    |
| Paramos       | 29,02 | 37,88 | 10,39 | 6,24 | 5,08 | 3,16 | 2,62 | 1,15 | 1,00 | 1 299    |
| Silvalde      | 26,89 | 44,75 | 6,87  | 6,91 | 2,62 | 4,70 | 2,08 | 1,50 | 0,87 | 2 402    |
| Espinho       | 35,01 | 33,32 | 9,60  | 6,42 | 3,73 | 3,57 | 2,85 | 1,42 | 1,30 | 14 668   |

### Estarreja
| Partido                 | Partido                                  | Votos  | %               | +/-  |
| ----------------------- | ---------------------------------------- | ------ | --------------- | ---- |
|                         | Aliança Democrática (PPD/PSD-CDS-PP-PPM) | 3 064  | 35,59 / 100,00  | 0,25 |
|                         | Partido Socialista                       | 2 717  | 31,56 / 100,00  | 0,59 |
|                         | CHEGA                                    | 804    | 9,34 / 100,00   | -    |
|                         | Iniciativa Liberal                       | 735    | 8,54 / 100,00   | 7,80 |
|                         | Bloco de Esquerda                        | 245    | 2,85 / 100,00   | 6,24 |
|                         | LIVRE                                    | 236    | 2,74 / 100,00   | 1,53 |
|                         | Coligação Democrática Unitária (PCP-PEV) | 226    | 2,63 / 100,00   | 1,95 |
|                         | Alternativa Democrática Nacional         | 170    | 1,97 / 100,00   | 1,51 |
|                         | Outros (com menos de 1,00%)              | 173    | 2,00 / 100,00   |      |
| Votos Inválidos         | Votos Inválidos                          | 238    | 2,77 / 100,00   | 5,18 |
| Total                   | Total                                    | 8 608  | 100,00 / 100,00 |      |
| Eleitorado/Participação | Eleitorado/Participação                  | 24 012 | 35,85 / 100,00  | 4,74 |

| Freguesia         | %     | %     | %     | %    | %    | %    | %    | %    | Votantes |
| Freguesia         | AD    | PS    | CH    | IL   | BE   | L    | CDU  | ADN  | Votantes |
| ----------------- | ----- | ----- | ----- | ---- | ---- | ---- | ---- | ---- | -------- |
| Freguesia         |       |       |       |      |      |      |      |      | Votantes |
| Avanca            | 34,99 | 34,34 | 8,37  | 7,77 | 3,06 | 2,41 | 2,16 | 1,75 | 1 995    |
| Beduído e Veiros  | 34,60 | 30,45 | 9,49  | 9,74 | 2,76 | 3,13 | 3,16 | 1,95 | 3 225    |
| Canelas e Fermelã | 36,57 | 31,24 | 9,24  | 8,19 | 1,52 | 2,48 | 3,14 | 1,90 | 1 050    |
| Pardilhó          | 34,91 | 32,41 | 9,31  | 7,70 | 3,58 | 3,04 | 3,04 | 2,42 | 1 117    |
| Salreu            | 38,98 | 29,48 | 10,65 | 7,70 | 3,19 | 2,21 | 1,15 | 2,05 | 1 221    |
| Estarreja         | 35,59 | 31,56 | 9,34  | 8,54 | 2,85 | 2,74 | 2,63 | 1,97 | 8 608    |

### Ílhavo
| Partido                 | Partido                                  | Votos  | %               | +/-   |
| ----------------------- | ---------------------------------------- | ------ | --------------- | ----- |
|                         | Aliança Democrática (PPD/PSD-CDS-PP-PPM) | 4 840  | 35,32 / 100,00  | 0,81  |
|                         | Partido Socialista                       | 3 708  | 27,06 / 100,00  | 0,57  |
|                         | Iniciativa Liberal                       | 1 514  | 11,05 / 100,00  | 10,51 |
|                         | CHEGA                                    | 1 407  | 10,27 / 100,00  | -     |
|                         | Bloco de Esquerda                        | 610    | 4,45 / 100,00   | 6,98  |
|                         | LIVRE                                    | 537    | 3,92 / 100,00   | 2,03  |
|                         | Coligação Democrática Unitária (PCP-PEV) | 268    | 1,96 / 100,00   | 1,28  |
|                         | Alternativa Democrática Nacional         | 208    | 1,52 / 100,00   | 0,97  |
|                         | Pessoas–Animais–Natureza                 | 184    | 1,34 / 100,00   | 4,85  |
|                         | Outros (com menos de 1,00%)              | 128    | 0,93 / 100,00   |       |
| Votos Inválidos         | Votos Inválidos                          | 300    | 2,18 / 100,00   | 6,61  |
| Total                   | Total                                    | 13 704 | 100,00 / 100,00 |       |
| Eleitorado/Participação | Eleitorado/Participação                  | 36 278 | 37,77 / 100,00  | 8,27  |

| Freguesia             | %     | %     | %     | %     | %    | %    | %    | %    | %    | Votantes |
| Freguesia             | AD    | PS    | IL    | CH    | BE   | L    | CDU  | ADN  | PAN  | Votantes |
| --------------------- | ----- | ----- | ----- | ----- | ---- | ---- | ---- | ---- | ---- | -------- |
| Freguesia             |       |       |       |       |      |      |      |      |      | Votantes |
| Gafanha da Encarnação | 38,25 | 22,92 | 11,98 | 11,34 | 3,60 | 3,65 | 1,68 | 2,51 | 1,18 | 2 029    |
| Gafanha da Nazaré     | 35,82 | 26,49 | 11,35 | 10,42 | 4,39 | 3,94 | 1,84 | 1,40 | 1,27 | 5 587    |
| Gafanha do Carmo      | 37,60 | 26,54 | 9,64  | 11,06 | 3,00 | 3,00 | 1,74 | 2,37 | 0,63 | 633      |
| Ílhavo (São Salvador) | 33,46 | 29,24 | 10,56 | 9,62  | 5,00 | 4,11 | 2,20 | 1,17 | 1,56 | 5 455    |
| Ílhavo                | 35,32 | 27,06 | 11,05 | 10,27 | 4,45 | 3,92 | 1,96 | 1,52 | 1,34 | 13 704   |

### Mealhada
| Partido                 | Partido                                  | Votos  | %               | +/-  |
| ----------------------- | ---------------------------------------- | ------ | --------------- | ---- |
|                         | Partido Socialista                       | 2 724  | 39,44 / 100,00  | 0,10 |
|                         | Aliança Democrática (PPD/PSD-CDS-PP-PPM) | 1 974  | 28,58 / 100,00  | 6,18 |
|                         | CHEGA                                    | 538    | 7,79 / 100,00   | -    |
|                         | Iniciativa Liberal                       | 512    | 7,41 / 100,00   | 6,74 |
|                         | Bloco de Esquerda                        | 337    | 4,88 / 100,00   | 8,12 |
|                         | LIVRE                                    | 227    | 3,29 / 100,00   | 2,42 |
|                         | Coligação Democrática Unitária (PCP-PEV) | 218    | 3,16 / 100,00   | 1,88 |
|                         | Alternativa Democrática Nacional         | 69     | 1,00 / 100,00   | 0,40 |
|                         | Outros (com menos de 1,00%)              | 130    | 1,88 / 100,00   |      |
| Votos Inválidos         | Votos Inválidos                          | 177    | 2,56 / 100,00   | 6,26 |
| Total                   | Total                                    | 6 906  | 100,00 / 100,00 |      |
| Eleitorado/Participação | Eleitorado/Participação                  | 17 714 | 38,99 / 100,00  | 8,65 |

| Freguesia                           | %     | %     | %    | %    | %    | %    | %    | %    | Votantes |
| Freguesia                           | PS    | AD    | CH   | IL   | BE   | L    | CDU  | ADN  | Votantes |
| ----------------------------------- | ----- | ----- | ---- | ---- | ---- | ---- | ---- | ---- | -------- |
| Freguesia                           |       |       |      |      |      |      |      |      | Votantes |
| Barcouço                            | 36,50 | 29,34 | 9,23 | 6,47 | 5,65 | 1,79 | 2,75 | 1,79 | 726      |
| Casal Comba                         | 43,75 | 28,28 | 6,86 | 7,58 | 4,30 | 1,74 | 2,66 | 0,92 | 976      |
| Luso                                | 40,04 | 27,34 | 6,30 | 8,13 | 5,79 | 3,46 | 3,15 | 1,12 | 984      |
| Mealhada, Ventosa do Bairro e Antes | 35,79 | 32,72 | 8,13 | 7,74 | 4,04 | 4,09 | 2,55 | 0,89 | 2 350    |
| Pampilhosa                          | 41,30 | 23,14 | 8,00 | 7,22 | 5,82 | 4,19 | 5,20 | 0,70 | 1 288    |
| Vacariça                            | 45,53 | 25,60 | 8,25 | 6,19 | 4,64 | 2,23 | 2,41 | 1,03 | 582      |
| Mealhada                            | 39,44 | 28,58 | 7,79 | 7,41 | 4,88 | 3,29 | 3,16 | 1,00 | 6 906    |

### Murtosa
| Partido                 | Partido                                  | Votos | %               | +/-   |
| ----------------------- | ---------------------------------------- | ----- | --------------- | ----- |
|                         | Aliança Democrática (PPD/PSD-CDS-PP-PPM) | 1 521 | 44,27 / 100,00  | 5,05  |
|                         | Partido Socialista                       | 822   | 23,92 / 100,00  | 2,21  |
|                         | Iniciativa Liberal                       | 315   | 9,17 / 100,00   | 8,63  |
|                         | CHEGA                                    | 311   | 9,05 / 100,00   | -     |
|                         | Bloco de Esquerda                        | 94    | 2,74 / 100,00   | 4,20  |
|                         | LIVRE                                    | 93    | 2,71 / 100,00   | 1,28  |
|                         | Coligação Democrática Unitária (PCP-PEV) | 68    | 1,98 / 100,00   | 0,53  |
|                         | Alternativa Democrática Nacional         | 61    | 1,78 / 100,00   | 1,47  |
|                         | Outros (com menos de 1,00%)              | 60    | 1,74 / 100,00   |       |
| Votos Inválidos         | Votos Inválidos                          | 91    | 2,65 / 100,00   | 5,01  |
| Total                   | Total                                    | 3 436 | 100,00 / 100,00 |       |
| Eleitorado/Participação | Eleitorado/Participação                  | 9 915 | 34,65 / 100,00  | 11,97 |

| Freguesia | %     | %     | %     | %    | %    | %    | %    | %    | Votantes |
| Freguesia | AD    | PS    | IL    | CH   | BE   | L    | CDU  | ADN  | Votantes |
| --------- | ----- | ----- | ----- | ---- | ---- | ---- | ---- | ---- | -------- |
| Freguesia |       |       |       |      |      |      |      |      | Votantes |
| Bunheiro  | 51,17 | 20,63 | 6,92  | 8,88 | 1,70 | 2,48 | 1,70 | 1,96 | 766      |
| Monte     | 40,99 | 22,96 | 11,59 | 7,94 | 3,43 | 4,29 | 2,15 | 1,07 | 466      |
| Murtosa   | 47,12 | 22,44 | 8,01  | 9,62 | 2,35 | 2,67 | 1,82 | 1,82 | 936      |
| Torreira  | 39,20 | 27,37 | 10,49 | 9,15 | 3,39 | 2,29 | 2,21 | 1,89 | 1 268    |
| Murtosa   | 44,27 | 23,92 | 9,17  | 9,05 | 2,74 | 2,71 | 1,98 | 1,78 | 3 436    |

### Oliveira de Azeméis
| Partido                 | Partido                                  | Votos  | %               | +/-  |
| ----------------------- | ---------------------------------------- | ------ | --------------- | ---- |
|                         | Aliança Democrática (PPD/PSD-CDS-PP-PPM) | 8 155  | 36,12 / 100,00  | 2,01 |
|                         | Partido Socialista                       | 8 058  | 35,69 / 100,00  | 0,28 |
|                         | Iniciativa Liberal                       | 1 755  | 7,77 / 100,00   | 7,26 |
|                         | CHEGA                                    | 1 735  | 7,69 / 100,00   | -    |
|                         | Bloco de Esquerda                        | 714    | 3,16 / 100,00   | 5,21 |
|                         | LIVRE                                    | 550    | 2,44 / 100,00   | 1,21 |
|                         | Alternativa Democrática Nacional         | 419    | 1,86 / 100,00   | 1,10 |
|                         | Coligação Democrática Unitária (PCP-PEV) | 258    | 1,14 / 100,00   | 0,78 |
|                         | Pessoas–Animais–Natureza                 | 226    | 1,00 / 100,00   | 3,47 |
|                         | Outros (com menos de 1,00%)              | 245    | 1,08 / 100,00   |      |
| Votos Inválidos         | Votos Inválidos                          | 461    | 2,04 / 100,00   | 6,02 |
| Total                   | Total                                    | 22 576 | 100,00 / 100,00 |      |
| Eleitorado/Participação | Eleitorado/Participação                  | 60 437 | 37,35 / 100,00  | 1,62 |

| Freguesia                               | %     | %     | %    | %     | %    | %    | %    | %    | %    | Votantes |
| Freguesia                               | AD    | PS    | IL   | CH    | BE   | L    | ADN  | CDU  | PAN  | Votantes |
| --------------------------------------- | ----- | ----- | ---- | ----- | ---- | ---- | ---- | ---- | ---- | -------- |
| Freguesia                               |       |       |      |       |      |      |      |      |      | Votantes |
| Carregosa                               | 38,78 | 30,86 | 8,20 | 9,61  | 3,16 | 1,96 | 2,31 | 0,49 | 0,63 | 1 426    |
| Cesar                                   | 37,18 | 34,34 | 7,54 | 7,90  | 3,37 | 3,02 | 1,69 | 1,33 | 0,71 | 1 127    |
| Fajões                                  | 39,33 | 33,08 | 5,82 | 8,84  | 2,69 | 1,29 | 2,80 | 1,40 | 1,08 | 928      |
| Loureiro                                | 45,18 | 25,52 | 6,42 | 10,51 | 2,33 | 2,65 | 2,33 | 0,56 | 0,80 | 1 246    |
| Macieira de Sarnes                      | 29,13 | 44,30 | 8,05 | 4,43  | 3,09 | 2,55 | 1,61 | 2,68 | 1,07 | 745      |
| Nogueira do Cravo e Pindelo             | 33,33 | 38,53 | 8,37 | 8,11  | 3,02 | 1,54 | 1,70 | 1,17 | 0,95 | 1 887    |
| Oliveira de Azeméis                     | 36,04 | 33,93 | 9,24 | 7,15  | 3,65 | 2,86 | 1,71 | 1,41 | 1,05 | 6 882    |
| Ossela                                  | 39,86 | 31,80 | 5,47 | 9,35  | 2,88 | 2,16 | 1,87 | 0,86 | 1,44 | 695      |
| Pinheiro da Bemposta, Travanca e Palmaz | 39,44 | 33,46 | 6,91 | 8,44  | 2,71 | 2,76 | 1,58 | 0,79 | 0,74 | 2 026    |
| São Martinho da Gândara                 | 41,59 | 37,07 | 5,92 | 4,05  | 1,87 | 3,27 | 1,25 | 1,40 | 0,47 | 642      |
| São Roque                               | 35,97 | 37,81 | 7,24 | 7,91  | 2,90 | 1,95 | 2,06 | 0,78 | 1,61 | 1 796    |
| Vila de Cucujães                        | 29,60 | 44,02 | 6,90 | 6,74  | 3,37 | 2,24 | 1,89 | 1,01 | 1,07 | 3 176    |
| Oliveira de Azeméis                     | 36,12 | 35,69 | 7,77 | 7,69  | 3,16 | 2,44 | 1,86 | 1,14 | 1,00 | 22 576   |

### Oliveira do Bairro
| Partido                 | Partido                                  | Votos  | %               | +/-  |
| ----------------------- | ---------------------------------------- | ------ | --------------- | ---- |
|                         | Aliança Democrática (PPD/PSD-CDS-PP-PPM) | 3 733  | 48,66 / 100,00  | 4,29 |
|                         | Partido Socialista                       | 1 384  | 18,04 / 100,00  | 0,15 |
|                         | CHEGA                                    | 935    | 12,19 / 100,00  | -    |
|                         | Iniciativa Liberal                       | 740    | 9,65 / 100,00   | 8,90 |
|                         | Bloco de Esquerda                        | 182    | 2,37 / 100,00   | 3,63 |
|                         | LIVRE                                    | 178    | 2,32 / 100,00   | 1,36 |
|                         | Alternativa Democrática Nacional         | 146    | 1,90 / 100,00   | 1,27 |
|                         | Coligação Democrática Unitária (PCP-PEV) | 78     | 1,02 / 100,00   | 0,49 |
|                         | Outros (com menos de 1,00%)              | 124    | 1,61 / 100,00   |      |
| Votos Inválidos         | Votos Inválidos                          | 172    | 2,24 / 100,00   | 7,48 |
| Total                   | Total                                    | 7 672  | 100,00 / 100,00 |      |
| Eleitorado/Participação | Eleitorado/Participação                  | 20 929 | 36,66 / 100,00  | 7,71 |

| Freguesia                     | %     | %     | %     | %     | %    | %    | %    | %    | Votantes |
| Freguesia                     | AD    | PS    | CH    | IL    | BE   | L    | ADN  | CDU  | Votantes |
| ----------------------------- | ----- | ----- | ----- | ----- | ---- | ---- | ---- | ---- | -------- |
| Freguesia                     |       |       |       |       |      |      |      |      | Votantes |
| Bustos, Troviscal e Mamarrosa | 53,66 | 16,02 | 11,22 | 8,61  | 1,70 | 1,88 | 2,15 | 1,12 | 2 229    |
| Oiã                           | 48,05 | 18,78 | 12,97 | 10,23 | 2,18 | 2,10 | 1,07 | 1,11 | 2 337    |
| Oliveira do Bairro            | 40,89 | 21,18 | 12,14 | 10,92 | 3,76 | 2,92 | 2,35 | 1,18 | 2 125    |
| Palhaça                       | 55,56 | 14,07 | 12,64 | 7,85  | 2,34 | 2,55 | 0,71 | 0,20 | 981      |
| Oliveira do Bairro            | 48,66 | 18,04 | 12,19 | 9,65  | 2,37 | 2,32 | 1,90 | 1,02 | 7 672    |

### Ovar
| Partido                 | Partido                                  | Votos  | %               | +/-  |
| ----------------------- | ---------------------------------------- | ------ | --------------- | ---- |
|                         | Partido Socialista                       | 7 453  | 36,24 / 100,00  | 2,79 |
|                         | Aliança Democrática (PPD/PSD-CDS-PP-PPM) | 6 449  | 31,35 / 100,00  | 2,11 |
|                         | Iniciativa Liberal                       | 1 804  | 8,77 / 100,00   | 7,74 |
|                         | CHEGA                                    | 1 448  | 7,04 / 100,00   | -    |
|                         | Bloco de Esquerda                        | 1 004  | 4,88 / 100,00   | 6,35 |
|                         | LIVRE                                    | 621    | 3,02 / 100,00   | 1,62 |
|                         | Coligação Democrática Unitária (PCP-PEV) | 542    | 2,64 / 100,00   | 2,19 |
|                         | Alternativa Democrática Nacional         | 297    | 1,44 / 100,00   | 0,90 |
|                         | Pessoas–Animais–Natureza                 | 277    | 1,35 / 100,00   | 3,44 |
|                         | Outros (com menos de 1,00%)              | 188    | 0,92 / 100,00   |      |
| Votos Inválidos         | Votos Inválidos                          | 485    | 2,36 / 100,00   | 6,12 |
| Total                   | Total                                    | 20 568 | 100,00 / 100,00 |      |
| Eleitorado/Participação | Eleitorado/Participação                  | 50 963 | 40,36 / 100,00  | 5,54 |

| Freguesia | %     | %     | %    | %    | %    | %    | %    | %    | %    | Votantes |
| Freguesia | PS    | AD    | IL   | CH   | BE   | L    | CDU  | ADN  | PAN  | Votantes |
| --------- | ----- | ----- | ---- | ---- | ---- | ---- | ---- | ---- | ---- | -------- |
| Freguesia |       |       |      |      |      |      |      |      |      | Votantes |
| Cortegaça | 38,12 | 33,10 | 9,75 | 5,77 | 4,19 | 2,82 | 1,65 | 0,89 | 0,96 | 1 456    |
| Esmoriz   | 34,64 | 34,68 | 8,99 | 6,67 | 4,74 | 2,94 | 1,75 | 1,55 | 1,21 | 4 963    |
| Maceda    | 40,17 | 29,75 | 8,51 | 7,11 | 2,64 | 2,31 | 2,48 | 1,57 | 1,07 | 1 210    |
| Ovar      | 35,50 | 29,87 | 8,96 | 7,09 | 5,41 | 3,30 | 3,39 | 1,41 | 1,51 | 10 971   |
| Válega    | 40,55 | 30,95 | 6,61 | 8,59 | 4,17 | 2,24 | 1,47 | 1,68 | 1,22 | 1 968    |
| Ovar      | 36,24 | 31,35 | 8,77 | 7,04 | 4,88 | 3,02 | 2,64 | 1,44 | 1,35 | 20 568   |

### Santa Maria da Feira
| Partido                 | Partido                                  | Votos   | %               | +/-  |
| ----------------------- | ---------------------------------------- | ------- | --------------- | ---- |
|                         | Partido Socialista                       | 17 058  | 35,04 / 100,00  | 0,67 |
|                         | Aliança Democrática (PPD/PSD-CDS-PP-PPM) | 16 961  | 34,85 / 100,00  | 2,12 |
|                         | Iniciativa Liberal                       | 4 300   | 8,83 / 100,00   | 7,97 |
|                         | CHEGA                                    | 3 565   | 7,53 / 100,00   | -    |
|                         | Bloco de Esquerda                        | 1 839   | 3,78 / 100,00   | 5,38 |
|                         | LIVRE                                    | 1 212   | 2,49 / 100,00   | 1,27 |
|                         | Alternativa Democrática Nacional         | 786     | 1,61 / 100,00   | 1,04 |
|                         | Coligação Democrática Unitária (PCP-PEV) | 777     | 1,60 / 100,00   | 1,08 |
|                         | Pessoas–Animais–Natureza                 | 544     | 1,12 / 100,00   | 3,16 |
|                         | Outros (com menos de 1,00%)              | 556     | 1,14 / 100,00   |      |
| Votos Inválidos         | Votos Inválidos                          | 977     | 2,01 / 100,00   | 6,00 |
| Total                   | Total                                    | 48 675  | 100,00 / 100,00 |      |
| Eleitorado/Participação | Eleitorado/Participação                  | 126 672 | 38,43 / 100,00  | 2,92 |

| Freguesia                       | %     | %     | %     | %    | %    | %    | %    | %    | %    | Votantes |
| Freguesia                       | PS    | AD    | IL    | CH   | BE   | L    | ADN  | CDU  | PAN  | Votantes |
| ------------------------------- | ----- | ----- | ----- | ---- | ---- | ---- | ---- | ---- | ---- | -------- |
| Freguesia                       |       |       |       |      |      |      |      |      |      | Votantes |
| Argoncilhe                      | 30,40 | 36,73 | 10,44 | 9,51 | 3,25 | 3,15 | 1,54 | 1,25 | 0,71 | 3 112    |
| Arrifana                        | 40,86 | 32,76 | 7,96  | 5,65 | 3,59 | 2,01 | 1,77 | 1,38 | 1,13 | 2 036    |
| Caldas de São Jorge e Pigeiros  | 39,84 | 32,24 | 5,92  | 8,04 | 3,00 | 2,05 | 1,39 | 3,00 | 1,32 | 1 368    |
| Canedo, Vale e Vila Maior       | 28,26 | 42,85 | 6,65  | 8,57 | 3,25 | 2,73 | 2,14 | 0,81 | 1,22 | 2 707    |
| Escapães                        | 36,54 | 34,58 | 9,54  | 5,11 | 4,86 | 2,21 | 1,79 | 1,28 | 0,94 | 1 174    |
| Fiães                           | 38,55 | 31,21 | 7,78  | 6,30 | 4,89 | 2,65 | 1,81 | 2,45 | 1,20 | 2 493    |
| Fornos                          | 34,80 | 32,60 | 9,04  | 7,52 | 4,31 | 3,29 | 1,69 | 1,69 | 1,18 | 1 184    |
| Lobão, Gião, Louredo e Guisande | 33,21 | 38,16 | 7,55  | 8,46 | 3,34 | 1,96 | 1,58 | 0,91 | 1,26 | 3 415    |
| Lourosa                         | 37,61 | 33,68 | 7,57  | 8,77 | 3,48 | 2,58 | 1,42 | 0,90 | 1,03 | 3 103    |
| Milheirós de Poiares            | 40,21 | 32,59 | 7,61  | 5,90 | 3,42 | 1,88 | 1,63 | 1,97 | 0,94 | 1 169    |
| Mozelos                         | 37,22 | 31,41 | 8,69  | 8,99 | 4,25 | 2,47 | 1,33 | 1,40 | 1,18 | 2 636    |
| Nogueira da Regedoura           | 36,93 | 34,23 | 7,81  | 6,82 | 4,21 | 1,89 | 1,33 | 2,27 | 1,04 | 2 112    |
| Paços de Brandão                | 31,51 | 40,73 | 9,58  | 5,73 | 2,81 | 2,55 | 1,72 | 1,51 | 1,09 | 1 920    |
| Rio Meão                        | 36,05 | 37,96 | 6,47  | 6,13 | 3,82 | 2,08 | 1,86 | 1,52 | 1,01 | 1 778    |
| Romariz                         | 34,29 | 39,73 | 4,97  | 9,74 | 2,29 | 1,72 | 2,10 | 1,05 | 1,15 | 1 047    |
| Sanguedo                        | 30,50 | 37,22 | 10,76 | 8,41 | 3,16 | 1,46 | 2,10 | 1,94 | 0,57 | 1 236    |
| Santa Maria da Feira            | 29,84 | 35,48 | 13,26 | 6,70 | 4,18 | 3,28 | 1,28 | 1,66 | 1,34 | 7 413    |
| Santa Maria de Lamas            | 36,52 | 35,60 | 8,38  | 7,92 | 3,17 | 1,74 | 1,69 | 1,43 | 1,12 | 1 958    |
| São João de Ver                 | 38,78 | 29,41 | 8,44  | 8,23 | 4,55 | 2,92 | 1,81 | 1,42 | 1,33 | 3 319    |
| São Miguel do Souto e Mosteirô  | 41,91 | 31,23 | 8,31  | 6,25 | 3,98 | 2,27 | 1,76 | 0,81 | 0,71 | 1 985    |
| São Paio de Oleiros             | 40,26 | 29,40 | 5,76  | 8,01 | 3,71 | 1,66 | 1,46 | 5,23 | 1,13 | 1 510    |
| Santa Maria da Feira            | 35,04 | 34,85 | 8,83  | 7,53 | 3,78 | 2,49 | 1,61 | 1,60 | 1,12 | 48 675   |

### São João da Madeira
| Partido                 | Partido                                  | Votos  | %               | +/-  |
| ----------------------- | ---------------------------------------- | ------ | --------------- | ---- |
|                         | Partido Socialista                       | 3 188  | 37,34 / 100,00  | 0,17 |
|                         | Aliança Democrática (PPD/PSD-CDS-PP-PPM) | 2 625  | 30,75 / 100,00  | 3,24 |
|                         | Iniciativa Liberal                       | 816    | 9,56 / 100,00   | 8,89 |
|                         | CHEGA                                    | 615    | 7,20 / 100,00   | -    |
|                         | Bloco de Esquerda                        | 332    | 3,89 / 100,00   | 6,51 |
|                         | LIVRE                                    | 280    | 3,28 / 100,00   | 1,82 |
|                         | Coligação Democrática Unitária (PCP-PEV) | 229    | 2,68 / 100,00   | 1,38 |
|                         | Alternativa Democrática Nacional         | 99     | 1,16 / 100,00   | 0,66 |
|                         | Pessoas–Animais–Natureza                 | 95     | 1,11 / 100,00   | 3,88 |
|                         | Outros (com menos de 1,00%)              | 70     | 0,83 / 100,00   |      |
| Votos Inválidos         | Votos Inválidos                          | 188    | 2,20 / 100,00   | 5,55 |
| Total                   | Total                                    | 8 537  | 100,00 / 100,00 |      |
| Eleitorado/Participação | Eleitorado/Participação                  | 19 479 | 43,83 / 100,00  | 6,82 |

| Freguesia           | %     | %     | %    | %    | %    | %    | %    | %    | %    | Votantes |
| Freguesia           | PS    | AD    | IL   | CH   | BE   | L    | CDU  | ADN  | PAN  | Votantes |
| ------------------- | ----- | ----- | ---- | ---- | ---- | ---- | ---- | ---- | ---- | -------- |
| Freguesia           |       |       |      |      |      |      |      |      |      | Votantes |
| São João da Madeira | 37,34 | 30,75 | 9,56 | 7,20 | 3,89 | 3,28 | 2,68 | 1,16 | 1,11 | 8 537    |
| São João da Madeira | 37,34 | 30,75 | 9,56 | 7,20 | 3,89 | 3,28 | 2,68 | 1,16 | 1,11 | 8 537    |

### Sever do Vouga
| Partido                 | Partido                                  | Votos  | %               | +/-  |
| ----------------------- | ---------------------------------------- | ------ | --------------- | ---- |
|                         | Aliança Democrática (PPD/PSD-CDS-PP-PPM) | 2 292  | 47,75 / 100,00  | 0,42 |
|                         | Partido Socialista                       | 1 137  | 23,69 / 100,00  | 0,52 |
|                         | CHEGA                                    | 449    | 9,35 / 100,00   | -    |
|                         | Iniciativa Liberal                       | 317    | 6,60 / 100,00   | 6,30 |
|                         | Bloco de Esquerda                        | 135    | 2,81 / 100,00   | 3,62 |
|                         | LIVRE                                    | 132    | 2,75 / 100,00   | 1,85 |
|                         | Alternativa Democrática Nacional         | 95     | 1,98 / 100,00   | 1,46 |
|                         | Coligação Democrática Unitária (PCP-PEV) | 51     | 1,06 / 100,00   | 0,63 |
|                         | Outros (com menos de 1,00%)              | 69     | 1,43 / 100,00   |      |
| Votos Inválidos         | Votos Inválidos                          | 123    | 2,56 / 100,00   | 8,00 |
| Total                   | Total                                    | 4 800  | 100,00 / 100,00 |      |
| Eleitorado/Participação | Eleitorado/Participação                  | 10 279 | 46,70 / 100,00  | 9,80 |

| Freguesia               | %     | %     | %     | %     | %    | %    | %    | %    | Votantes |
| Freguesia               | AD    | PS    | CH    | IL    | BE   | L    | ADN  | CDU  | Votantes |
| ----------------------- | ----- | ----- | ----- | ----- | ---- | ---- | ---- | ---- | -------- |
| Freguesia               |       |       |       |       |      |      |      |      | Votantes |
| Cedrim e Paradela       | 54,23 | 16,42 | 13,27 | 5,31  | 1,82 | 2,32 | 1,16 | 1,16 | 603      |
| Couto de Esteves        | 51,07 | 23,99 | 4,75  | 6,41  | 2,14 | 2,38 | 3,80 | 0,71 | 421      |
| Pessegueiro do Vouga    | 46,46 | 20,69 | 11,48 | 10,01 | 3,07 | 3,60 | 1,07 | 1,47 | 749      |
| Rocas do Vouga          | 42,99 | 32,47 | 9,78  | 3,87  | 2,77 | 1,66 | 2,21 | 1,66 | 542      |
| Sever do Vouga          | 46,92 | 21,44 | 8,70  | 7,47  | 4,22 | 3,69 | 1,93 | 0,97 | 1 138    |
| Silva Escura e Dornelas | 46,59 | 25,75 | 7,19  | 6,83  | 2,16 | 2,51 | 2,28 | 0,96 | 835      |
| Talhadas                | 48,05 | 28,71 | 9,96  | 3,91  | 2,15 | 1,76 | 2,15 | 0,39 | 512      |
| Sever do Vouga          | 47,75 | 23,69 | 9,35  | 6,60  | 2,81 | 2,75 | 1,98 | 1,06 | 4 800    |

### Vagos
| Partido                 | Partido                                  | Votos  | %               | +/-  |
| ----------------------- | ---------------------------------------- | ------ | --------------- | ---- |
|                         | Aliança Democrática (PPD/PSD-CDS-PP-PPM) | 4 042  | 51,67 / 100,00  | 7,85 |
|                         | Partido Socialista                       | 1 293  | 16,53 / 100,00  | 1,56 |
|                         | CHEGA                                    | 909    | 11,62 / 100,00  | -    |
|                         | Iniciativa Liberal                       | 607    | 7,76 / 100,00   | 7,23 |
|                         | Bloco de Esquerda                        | 200    | 2,56 / 100,00   | 3,59 |
|                         | LIVRE                                    | 194    | 2,48 / 100,00   | 1,63 |
|                         | Alternativa Democrática Nacional         | 182    | 2,33 / 100,00   | 1,93 |
|                         | Coligação Democrática Unitária (PCP-PEV) | 81     | 1,04 / 100,00   | 0,16 |
|                         | Outros (com menos de 1,00%)              | 162    | 2,07 / 100,00   |      |
| Votos Inválidos         | Votos Inválidos                          | 153    | 1,95 / 100,00   | 5,57 |
| Total                   | Total                                    | 7 823  | 100,00 / 100,00 |      |
| Eleitorado/Participação | Eleitorado/Participação                  | 22 326 | 35,04 / 100,00  | 5,80 |

| Freguesia                       | %     | %     | %     | %     | %    | %    | %    | %    | Votantes |
| Freguesia                       | AD    | PS    | CH    | IL    | BE   | L    | ADN  | CDU  | Votantes |
| ------------------------------- | ----- | ----- | ----- | ----- | ---- | ---- | ---- | ---- | -------- |
| Freguesia                       |       |       |       |       |      |      |      |      | Votantes |
| Calvão                          | 54,59 | 15,47 | 11,45 | 7,30  | 2,14 | 2,26 | 1,26 | 0,50 | 795      |
| Fonte de Angeão e Covão do Lobo | 60,88 | 9,27  | 13,13 | 5,15  | 2,57 | 1,80 | 3,09 | 0,26 | 777      |
| Gafanha da Boa Hora             | 42,05 | 21,02 | 11,22 | 9,69  | 3,27 | 3,81 | 1,63 | 2,94 | 918      |
| Ouca                            | 55,68 | 13,87 | 12,52 | 6,55  | 1,93 | 0,58 | 4,62 | 0,96 | 519      |
| Ponte de Vagos e Santa Catarina | 57,82 | 11,88 | 13,49 | 5,89  | 1,39 | 1,93 | 2,78 | 0,75 | 934      |
| Santo André de Vagos            | 62,06 | 9,52  | 13,02 | 4,92  | 1,75 | 1,43 | 2,86 | 0,63 | 630      |
| Sosa                            | 54,67 | 16,81 | 12,70 | 5,48  | 2,24 | 1,37 | 2,12 | 0,75 | 803      |
| Vagos e Santo António           | 44,54 | 21,54 | 9,73  | 10,46 | 3,31 | 3,51 | 1,96 | 1,06 | 2 447    |
| Vagos                           | 51,67 | 16,53 | 11,62 | 7,76  | 2,56 | 2,48 | 2,33 | 1,04 | 7 823    |

### Vale de Cambra
| Partido                 | Partido                                  | Votos  | %               | +/-  |
| ----------------------- | ---------------------------------------- | ------ | --------------- | ---- |
|                         | Aliança Democrática (PPD/PSD-CDS-PP-PPM) | 3 421  | 40,20 / 100,00  | 3,05 |
|                         | Partido Socialista                       | 2 518  | 29,59 / 100,00  | 2,06 |
|                         | CHEGA                                    | 775    | 9,11 / 100,00   | -    |
|                         | Iniciativa Liberal                       | 701    | 8,24 / 100,00   | 7,69 |
|                         | Bloco de Esquerda                        | 275    | 3,23 / 100,00   | 3,50 |
|                         | LIVRE                                    | 206    | 2,42 / 100,00   | 1,29 |
|                         | Alternativa Democrática Nacional         | 167    | 1,96 / 100,00   | 1,35 |
|                         | Coligação Democrática Unitária (PCP-PEV) | 86     | 1,01 / 100,00   | 0,79 |
|                         | Outros (com menos de 1,00%)              | 163    | 1,92 / 100,00   |      |
| Votos Inválidos         | Votos Inválidos                          | 198    | 2,33 / 100,00   | 7,67 |
| Total                   | Total                                    | 8 510  | 100,00 / 100,00 |      |
| Eleitorado/Participação | Eleitorado/Participação                  | 19 855 | 42,86 / 100,00  | 3,52 |

| Freguesia                               | %     | %     | %     | %     | %    | %    | %    | %    | Votantes |
| Freguesia                               | AD    | PS    | CH    | IL    | BE   | L    | ADN  | CDU  | Votantes |
| --------------------------------------- | ----- | ----- | ----- | ----- | ---- | ---- | ---- | ---- | -------- |
| Freguesia                               |       |       |       |       |      |      |      |      | Votantes |
| Arões                                   | 49,55 | 21,23 | 11,62 | 5,63  | 2,54 | 2,36 | 1,45 | 0,54 | 551      |
| Cepelos                                 | 47,38 | 23,41 | 8,24  | 6,74  | 4,49 | 2,06 | 2,62 | 0,37 | 534      |
| Junqueira                               | 55,02 | 19,87 | 8,58  | 5,44  | 1,05 | 2,09 | 3,35 | 0,21 | 478      |
| Macieira de Cambra                      | 35,45 | 35,88 | 8,91  | 7,70  | 3,33 | 2,61 | 1,39 | 0,97 | 1 650    |
| Roge                                    | 35,45 | 30,89 | 9,76  | 11,06 | 3,58 | 2,11 | 2,44 | 0,81 | 615      |
| São Pedro de Castelões                  | 39,66 | 28,76 | 9,40  | 9,16  | 2,96 | 2,54 | 2,16 | 1,08 | 2 597    |
| Vila Chã, Codal e Vila Cova de Perrinho | 38,32 | 31,27 | 8,39  | 8,39  | 3,74 | 2,40 | 1,68 | 1,49 | 2 085    |
| Vale de Cambra                          | 40,20 | 29,59 | 9,11  | 8,24  | 3,23 | 2,42 | 1,96 | 1,01 | 8 510    |